# Megacyllene ebenina
Megacyllene ebenina är en skalbaggsart som beskrevs av Monné och Dilma Solange Napp 2004. Megacyllene ebenina ingår i släktet Megacyllene och familjen långhorningar. Inga underarter finns listade i Catalogue of Life.